# Jacques Savary

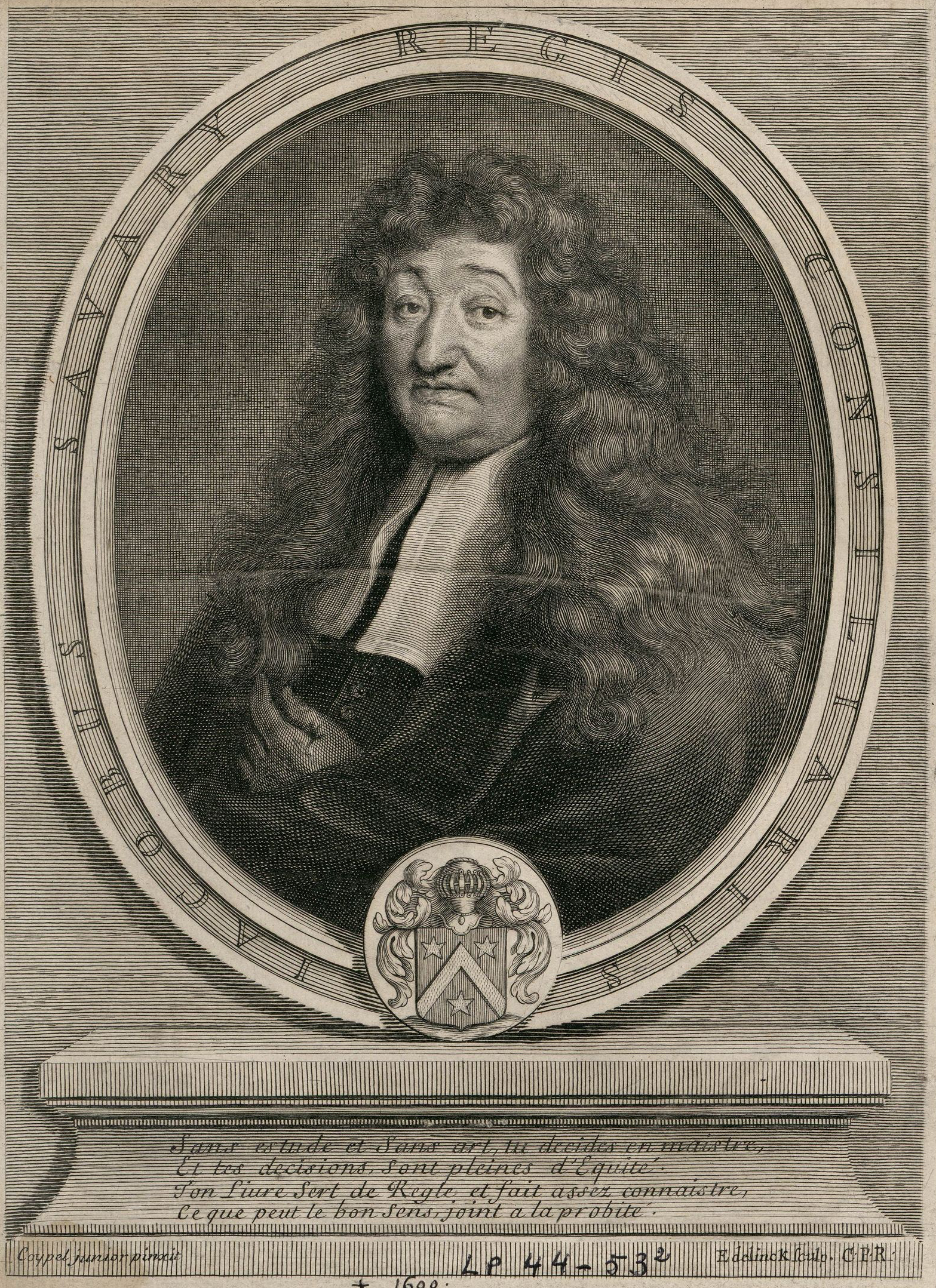
Jacques Savary (Kupferstich von Antoine Coypel)

Jacques Savary (* 22. September 1622 in Doué-la-Fontaine; † 7. Oktober 1690 in Paris) war ein französischer Kaufmann und Verwaltungsbeamter und gilt als Mitbegründer der Handelswissenschaft. 

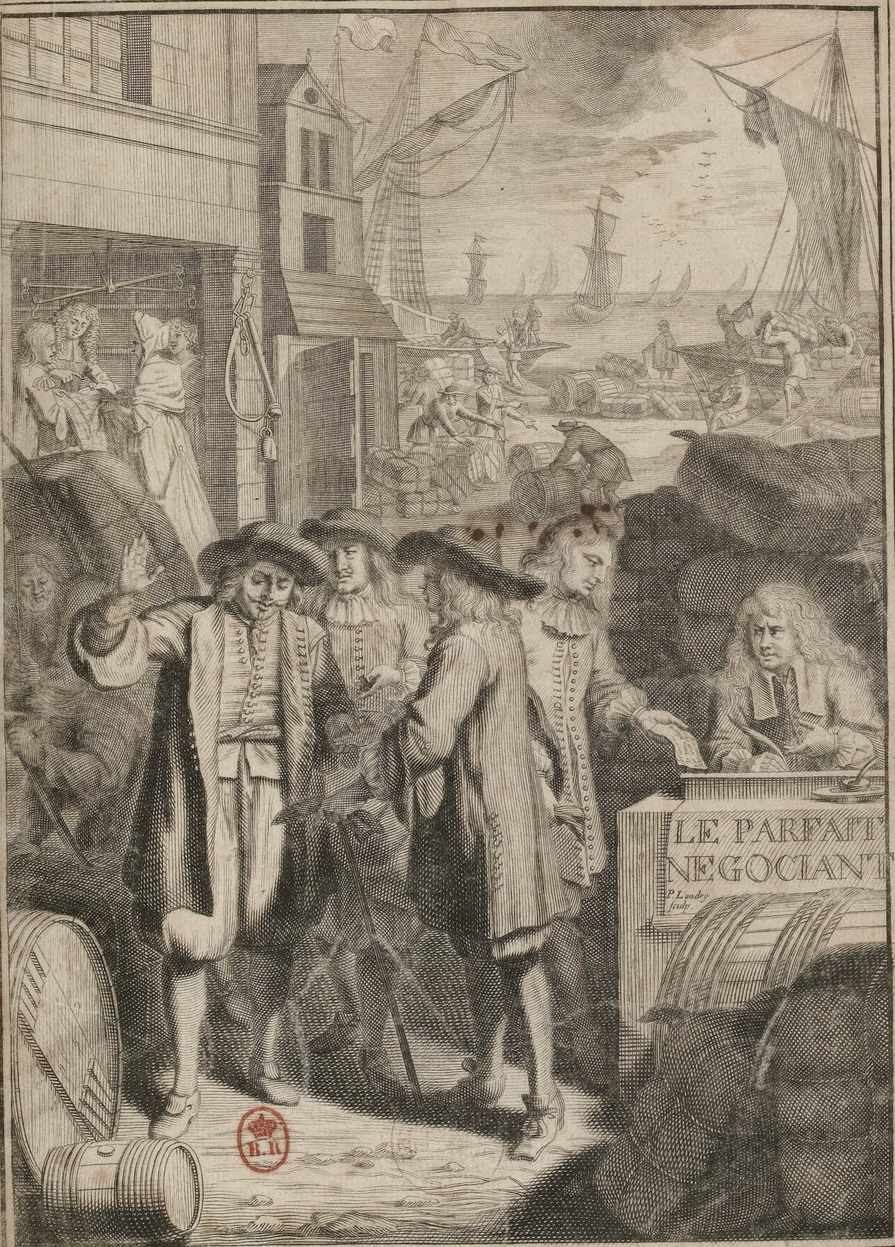
Jacques Savary – Frontispiz von Le Parfait Négociant (1675)

## Leben
Nach dem Tode des Vaters erzog ihn sein Onkel Guillaume Savary in Paris und ließ ihn zum Kaufmann ausbilden. Er begann eine Lehre in einer vornehmen Gilde und nahm auch Tätigkeiten bei einem Anwalt und einem Notar auf. Danach betätigte er sich als Kaufmann im Tuchgroßhandel, Fabrikant, Verleger und erstellte als Gutachter 109 Gutachten. Im Jahre 1650 heiratete er Catherine Thomas († 1685), Tochter des wohlhabenden Pariser Kaufmanns Pierre Thomas, die ihm 17 Kinder (11 Jungen und 6 Mädchen) schenkte. Im Jahre 1658 verließ er die Wirtschaft und ging auf Empfehlung von Finanzminister Nicolas Fouquet als Verwalter der königlichen Staatsdomänen in den Staatsdienst. Nach dem Sturz Fouquets im Jahre 1661 verlor Savary seinen Posten als Domänenverwalter und erhielt seine erheblichen privaten Vorschüsse an die Staatskasse nicht mehr zurück. Er betätigte sich als Gutachter und kam der Aufforderung Ludwigs XIV. mit zwei Gutachten nach, Vorschläge über die Abschaffung von Missständen im Handel einzureichen. Damit erregte er die Aufmerksamkeit des Wirtschaftsministers Jean-Baptiste Colbert, der ihn im Jahre 1667 in die Staatskanzlei Ludwigs XIV. holte. Dieser berief ihn 1670 in das aus 13 Mitgliedern bestehende Reformkomitee (französisch Conseil de Réforme), das ein einheitliches französisches Handelsrecht erarbeiten sollte. Die im März 1673 erschienene Handelsordonanz (französisch Ordonnance de Commerce) stammt maßgeblich von ihm und hieß fortan auch „Gesetz von Savary“ (französisch Code Savary). Auf diesem beruhte auch das im September 1807 erschienene französische Handelsgesetzbuch (französisch Code de Commerce), welches wiederum die Grundlage für das deutsche Handelsgesetzbuch (HGB) vom Januar 1900 bildete. Daher weist das HGB auch heute noch Ähnlichkeiten mit dem „Code Savary“ auf.

## Werke und Rezeption
Zwei Jahre nach Inkrafttreten des „Ordonnance de Commerce“ veröffentlichte Savary 1675 seinen systematischen Gesetzeskommentar hierzu unter dem Titel „Le Parfait Négociant“ (deutsch Der vollkommene Kauf- und Handelsmann), der den gesamten kaufmännischen und handelswissenschaftlichen Wissensstand der damaligen Zeit enthielt und in über 20 Auflagen erschien. Danach könne ohne Ordnung das Geschäft nicht leben, selbst wenn man alle nötigen Kenntnisse habe. Ausführlich befasste er sich mit der Inventur, der Arbitrage und den Anschaffungskosten, „damit sich niemand reich rechne“. Außerdem befasste er sich erstmals systematisch mit dem französischen Wechselrecht und fasste erstmals hierin das Versicherungswesen als Teil der Handelswissenschaft auf. Das Buch galt als „Fundgrube für alle Wissenschaftler, die sich später des Werkes bedienten“. Die zweite Auflage von 1679 bestand bereits aus 714 Seiten. Im Jahre 1688 brachte er „Geschäftsregeln – Ratschläge und Anleitung zu den wichtigsten Materialien des Handels“ heraus (französisch Les Parères - ou Avis et Conseils sur les plus importantes Matières de Commerce). Er konzipierte auch ein betriebswirtschaftliches Handelslexikon, das posthum nach seinem Tode durch seine Söhne Jacques Savary des Bruslons und Louis-Philémon Savary 1723 unter dem Titel Dictionnaire universel de commerce auf den Markt kam. Hierin fand erstmals der Unternehmerbegriff (französisch entrepreneur) Eingang in die Fachwelt.